# 糸球体腎炎
糸球体腎炎（しきゅうたいじんえん、英語: Glomerulonephritis）は、腎疾患の一つで腎臓の炎症の一つ。
腎臓の炎症である腎炎は病理組織学的に炎症の首座がどこにあるかによって、糸球体腎炎、間質性腎炎、および腎盂腎炎に分類される。主に糸球体に炎症反応がみとめられるものを糸球体腎炎と呼ぶ。

## 種類
- 急性糸球体腎炎（Acute glomerulonephritis）
- 急速進行性腎炎症候群（Rapidly progressive glomerulonephritis）
- 慢性糸球体腎炎（Chronic glomerulonephritis）

## 急性糸球体腎炎
急性糸球体腎炎（英語: Acute glomerulonephritis; AGN）は、その90%が連鎖球菌感染に続発していることから、溶連菌感染後急性糸球体腎炎（英: Poststreptococcal Acute GlomeruloNephritis; PSAGN) とも呼ばれており、抗原抗体反応（アレルギーIII型）によって発症するび漫性の炎症である。溶血性連鎖球菌感染後に起こる腎炎が最も多い。小児や青年期に罹患する事が多く、先行する感染としては扁桃炎・咽頭炎等が大部分を占める。

### 原因
A群β溶血性レンサ球菌感染症後に発症するものが大部分であり、この菌が抗原となる事で抗原抗体複合体を形成し、これが腎糸球体に付着することで炎症を引き起こす。

### 症状
上気道感染の2～4週間後に発症する。前症状として全身倦怠感、頭痛、咽頭痛、悪心、嘔吐、下痢、便秘等を生じ、その後に主症状である浮腫、血尿、高血圧が診られ、尿量も減少する。

### 検査
- 尿検査…蛋白尿・血尿・赤血球円柱尿が見られる。
- 細菌学的検査…鼻咽頭からβ-溶血連鎖球菌（溶連菌）を検出。
- 血清学的検査…ASO値の上昇。血清補体活性の低下 (CH50)。
- 腎機能検査…糸球体濾過の低下は見られるが、腎の血流量は正常。

### 治療
食事制限として塩分、蛋白質、水分の摂取を制限する。また、薬物的には特効薬は無いが、感染の拡大防止としてのペニシリン・マクロライドの投薬を行うことがある（現在ではその有効性は否定的）。高血圧の改善目的で利尿薬を第一に使うことが多い。扁桃炎を繰り返す場合は扁桃の摘出も必要になる。なお治療率は小児で約90%以上、成人でも50～80%は完治する。

### 診断のメモ
- 顕微鏡的血尿も見られない場合は急性糸球体腎炎は考えにくい。
- ネフローゼ症候群を呈している場合も急性糸球体腎炎は考えにくい。
- 低補体血症が持続する場合は急性糸球体腎炎ではなく膜性増殖性糸球体腎炎を考える。

## 急速進行性腎炎症候群
急速進行性糸球体腎炎（英語: Rapidly progressive glomerulonephritis; RPGN）とはWHOにより、『急性あるいは潜在性に発症する肉眼的血尿、蛋白尿、貧血、急速に進行する腎不全症候群』と定義されており、日本では難病疾患に指定されている。
日本では「腎炎を示す尿所見を伴い数週から数か月の経過で急速に腎不全が進行する症候群」と定義される臨床的概念であり、無治療のままでは末期腎不全に至るため、早期発見と適切な治療が求められる。病理組織学的には壊死性半月体形成性糸球体腎炎がみられることが多い。

### 分類
壊死性半月体形成性糸球体腎炎は、腎生検の蛍光抗体法の所見から、次のように分類される。
- 線状型（抗糸球体基底膜抗体型腎炎など）
- 顆粒状型（全身性エリテマトーデスやIgA血管炎など）
- 微量免疫（pauci-immune）型（ANCA関連腎炎など）

### 検査
- 尿検査…蛋白尿は高度であり、しばしばネフローゼ症候群を呈する。顕微鏡的血尿は必発であり、沈渣に多数の赤血球、白血球、及び赤血球円柱が認められる。
- 血液生化学検査…BUN及び血清クレアチニン値は進行性に上昇する。
- 血清学的検査…抗基底膜抗体、p‐ANCA（MPO-ANCA）、あるいはc‐ANCA（PR3-ANCA）が検出されることがある。原疾患同定に必要な疾患特異的自己抗体として、抗GBM抗体、抗好中球細胞質抗体（ANCA）、抗二重鎖DNA抗体（抗体dsDNA抗体）がある。抗GBM抗体陽性例では肺出血を合併する場合がある（Goodpasture症候群）。pauci-immune型の大部分はANCA陽性のANCA関連腎炎である。日本では、MPO-ANCA陽性例がPR3-ANCA陽性例に比べて圧倒的に多い[1]。
- 腹部Ｘ線と腎超音波検査…腎は正常の大きさあるいは腫大を示す。
- 胸部Ｘ線検査…肺出血による異常陰影が認められることがある。
- 病理検査（腎生検）…壊死性半月体形成性糸球体腎炎を呈する事が多い。半月体形成性糸球体腎炎とは、観察した糸球体のうち半数以上に半月体を呈する腎炎と定義される。細胞性や線維細胞性の半月体は、慢性化すると線維性半月体となり、糸球体硬化に陥る。

### 治療
副腎皮質ホルモン製剤と免疫抑制薬、抗血小板薬、抗凝固薬による多剤併用療法が基本となる。
症例に応じ血漿交換療法などが行われることがある。

## 慢性糸球体腎炎
急性糸球体腎炎の発症後、1年以上にわたって異常な尿所見や高血圧症状の持続するものを指す。また、発病時に明らかな腎炎症状は見えないが、1年以上異常尿所見の続くものも含む（ただし、膠原病・糖尿病性腎症・痛風腎・本態性高血圧・腎血管性高血圧・腎盂腎炎・起立性蛋白尿・中毒性腎症等の全身性疾患に因る物は除外する）。なお、進行により腎不全から尿毒症へと変化する。

### 病型
- 巣状糸球体硬化症・巣状糸球体炎(FGS）
- メザンギウム増殖性糸球体腎炎
- 膜性糸球体腎炎
- 膜性増殖性糸球体腎炎（MPGN)
- 硬化性糸球体腎炎
- その他

### 原因
不明。ただし、免疫機序が考えられている。

### 症状
急性糸球体腎炎と同様である。

### 検査
- 尿検査…蛋白尿・顕微鏡的血尿が見られる。
- 血液生化学検査…総蛋白/総コレステロール比の低下（尿蛋白排泄の多い時）。尿素窒素/クレアチニン比の上昇（糸球体濾過値低下時）。
- 腎機能検査…血清尿素窒素、血清クレアチニンの上昇。クレアチニンクリアランス(Ccr)の低下。
- 腎生検…病型の確定。

### 治療
病状の進行が見られない場合は生活管理・食事療法を中心とし、薬物を補助的に用いる。病状の進行が見られる場合は、厳密な食事療法と薬物療法を組み合わせて用いる。薬物投与は蛋白尿に対してはジピリダモール、ネフローゼ症候群を呈する場合は副腎皮質ステロイドを使用する。また、高血圧の場合はα―メチルドーパを、浮腫の強い場合はフロセミドなどの利尿剤を投与する。

## 関連
- 腎臓学
- 連鎖球菌感染後糸球体腎炎(en:Post-streptococcal glomerulonephritis)